# Styposis albula
Styposis albula är en spindelart som först beskrevs av Willis J. Gertsch 1960.  Styposis albula ingår i släktet Styposis och familjen klotspindlar.
Artens utbredningsområde är Guyana. Inga underarter finns listade i Catalogue of Life.